# Рязанская ГРЭС
Рязанская ГРЭС (иногда называемая «Новомичуринская ГРЭС») — тепловая электрическая станция в г.Новомичуринск Пронского района Рязанской области (в 80 км к югу от Рязани), на берегу реки Проня. Входит в состав ПАО «ОГК-2».
Рязанская ГРЭС занимает шестую позицию в списке мощнейших теплоэлектростанций России, в европейской части России она уступает только Костромской ГРЭС. В составе станции 7 энергоблоков. Четыре из них (первая очередь строительства) — блоки с турбоагрегатами типа К-300-240. Два блока (вторая очередь) — К-800-240-3. Для охлаждения конденсаторов турбин используется вода из водохранилища сооружённого на реке Проня.
Установленная электрическая мощность ГРЭС — 3 020 МВт, установленная тепловая мощность — 212,5 Гкал/час. Основное топливо станции — уголь, природный газ; резервное — мазут.
Станция работает в составе объединенной энергетической системы (ОЭС) Центра и осуществляет выдачу мощности в сети 500 и 220 кВ.

## Выработка тепловой и электрической энергии
| Показатели деятельности               | 2009  | 2010  | 2011  | 2012  | 2013  | 2014  | 2015  | 2016  | 2017  |
| ------------------------------------- | ----- | ----- | ----- | ----- | ----- | ----- | ----- | ----- | ----- |
| Выработка электроэнергии, млн. кВт•ч  | 7 393 | 8 089 | 9 517 | 8 218 | 7 640 | 6 324 | 4 370 | 4 779 | 3 033 |
| Выработка тепловой энергии, тыс. ГКал | 260   | 261   | 261   | 219   | 221   | 217   | 213   | 249   | 237   |
| КИУМ, %                               | 29    | 31    | 35    | 30    | 28    | 24    | 16    | 17    | 11    |

## История создания и работы станции
- Строительство Рязанской ГРЭС было начато в 1968 году. Была размечена будущая стройплощадка и установлена табличка с надписью «Здесь будет построена Рязанская ГРЭС».
- 1971 год. Начата укладка бетона в основание главного корпуса станции. В одну из клеток арматуры установлена капсула с обращением к молодёжи 2000 года.
- 1972 год. Начато возведение высотной дымовой трубы высотой 320 метров.
- 1973 год. Осуществлено окончательное перекрытие русла р. Прони для создания водохранилища. Окончено строительство дымовой трубы. 2-го декабря вступил в строй энергоблок № 1, 21-го декабря — № 2. Проектное топливо — чёрный лигнит, добываемый в подмосковном и Канско-Ачинском угольных бассейнах.
- В июне 1974 года полностью введена в работу первая очередь ГРЭС, установленная мощность 4 блоков станции достигла 1 200 МВт.
- 1974 год. Начаты работы по строительству второй очереди станции.
- 22 декабря 1980 года вступил в строй энергоблок № 5.
- 31 декабря 1981 года введён в эксплуатацию энергоблок № 6.
- С 2008 года в состав Рязанской ГРЭС вошла в качестве 7-го энергоблока располагавшаяся по соседству ГРЭС-24 с установленной мощностью 310 МВт, основное топливо — газ.

## Модернизация
В конце 1984 года энергоблоки № 5 и № 6 переведены на газ. Котлы П-59 1-й очереди переведены на совместное сжигание угля и природного газа.
К 2008 году реконструировано основное оборудование первой очереди, выработавшее проектный ресурс. На блоках 2-й очереди проведена реконструкция с введением новых систем АСУ ТП.
В 2010 году завершилась надстройка паросилового энергоблока бывшей ГРЭС-24 газовой турбиной. Установленная мощность после модернизации — 420 МВт.
В конце 2015 года завершена модернизация 2-го энергоблока. Установлена новая паровая турбина К-330 (производства ЛМЗ), турбогенератор ТВВ-350 (производства завода «Электросила») и вспомогательные агрегаты, проведена реконструкция котла. После реконструкции установленная мощность энергоблока № 2 выросла на 60 МВт — с 270 до 330 МВт.

## Дымовые трубы

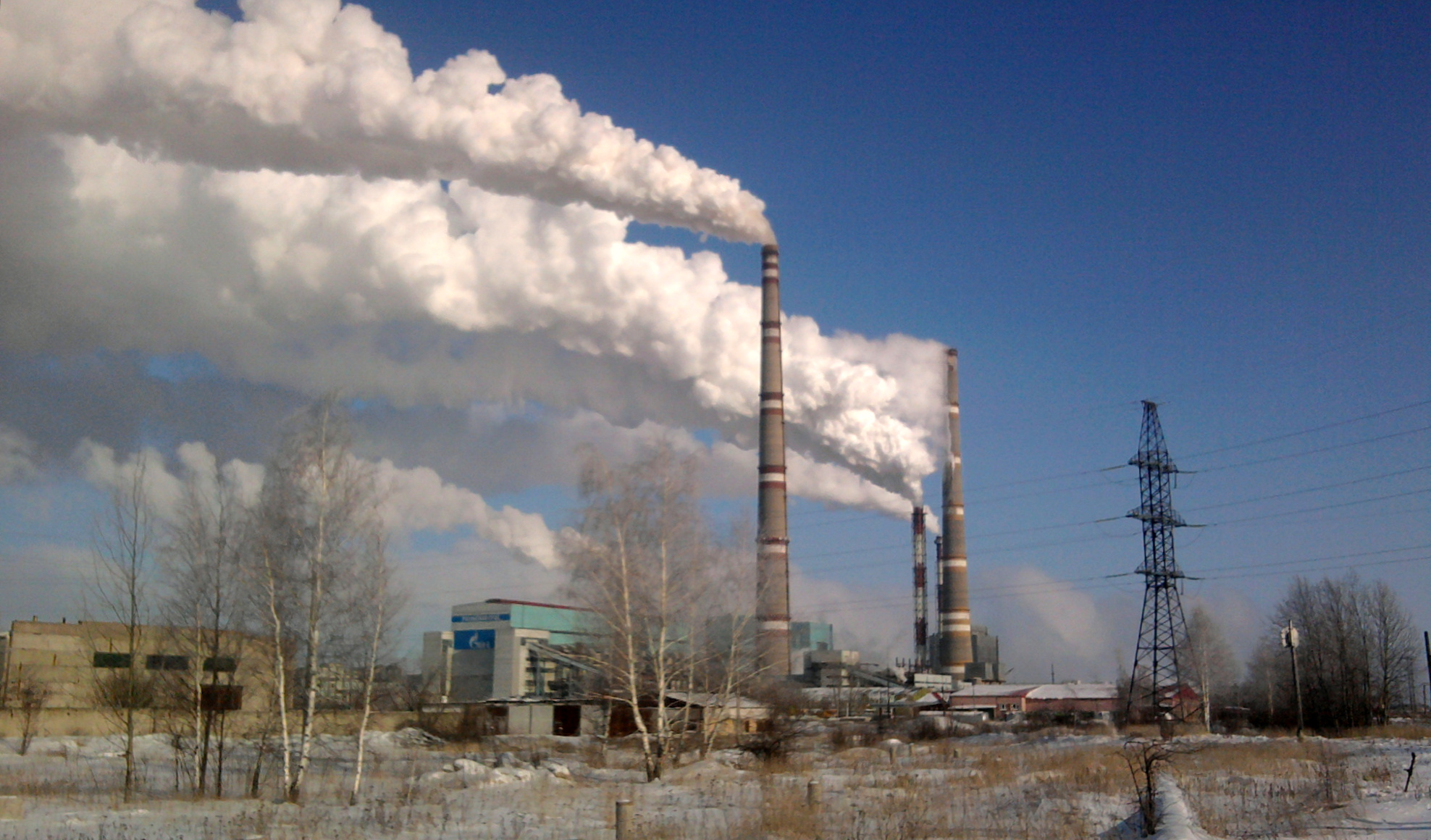
Четыре трубы Рязанской ГРЭС. На первом плане две железобетонные по 320 м, сзади — две металлических по 180 м. Самая дальняя — труба ГРЭС-24

Две железобетонные дымовые трубы Рязанской ГРЭС высотой по 320 метров входят в число сверхвысоких строений, каждая из них является 28-й по высоте дымовой трубой в мире. Одна металлическая дымовая труба, работающая на 7 энергоблок (ранее — ГРЭС-24), имеет высоту 180 метров и оснащена динамическими гасителями колебаний.
На время капитального ремонта железобетонной трубы № 2 возводилась ещё одна металлическая дымовая труба высотой 180 метров, в 2016 году она была демонтирована.

## Перечень основного оборудования
| Агрегат                                                | Тип                   | Изготовитель                                     | Количество | Ввод в эксплуатацию             | Основные характеристики | Основные характеристики | Источники    |
| Агрегат                                                | Тип                   | Изготовитель                                     | Количество | Ввод в эксплуатацию             | Параметр                | Значение                | Источники    |
| ------------------------------------------------------ | --------------------- | ------------------------------------------------ | ---------- | ------------------------------- | ----------------------- | ----------------------- | ------------ |
| Оборудование паротурбинных установок (энергоблоки 1—4) |                       |                                                  |            |                                 |                         |                         |              |
| Паровой котёл                                          | ПП-860-255-545        | ЗиО-Подольск                                     | 3          | 1973 г. 1974 г. 1974 г.         | Топливо                 | уголь                   | [ 9 ]        |
| Паровой котёл                                          | ПП-860-255-545        | ЗиО-Подольск                                     | 3          | 1973 г. 1974 г. 1974 г.         | Производительность      | 860 т/ч                 | [ 9 ]        |
| Паровой котёл                                          | ПП-860-255-545        | ЗиО-Подольск                                     | 3          | 1973 г. 1974 г. 1974 г.         | Параметры пара          | 255 кгс/см2, 545 °С     | [ 9 ]        |
| Паровой котёл                                          | ПП-990-255-545        | ЗиО-Подольск                                     | 1          | 1973 г. (реконструкция 2016 г.) | Топливо                 | уголь                   | [ 9 ]        |
| Паровой котёл                                          | ПП-990-255-545        | ЗиО-Подольск                                     | 1          | 1973 г. (реконструкция 2016 г.) | Производительность      | 990 т/ч                 | [ 9 ]        |
| Паровой котёл                                          | ПП-990-255-545        | ЗиО-Подольск                                     | 1          | 1973 г. (реконструкция 2016 г.) | Параметры пара          | 255 кгс/см2, 545 °С     | [ 9 ]        |
| Паровая турбина                                        | К-300-240-1           | Ленинградский металлический завод                | 3          | 1973 г. 1974 г. 1974 г.         | Установленная мощность  | 260 МВт                 | [ 9 ] [ 10 ] |
| Паровая турбина                                        | К-300-240-1           | Ленинградский металлический завод                | 3          | 1973 г. 1974 г. 1974 г.         | Тепловая нагрузка       | 15 Гкал/ч               | [ 9 ] [ 10 ] |
| Паровая турбина                                        | К-300-240-1           | Ленинградский металлический завод                | 3          | 1973 г. 1974 г. 1974 г.         | Параметры пара          | 240 кгс/см2, 540 °С     | [ 9 ] [ 10 ] |
| Паровая турбина                                        | К-330-23,5-2Р         | Ленинградский металлический завод                | 1          | 2016 г.                         | Установленная мощность  | 330 МВт                 | [ 9 ] [ 10 ] |
| Паровая турбина                                        | К-330-23,5-2Р         | Ленинградский металлический завод                | 1          | 2016 г.                         | Тепловая нагрузка       | 15 Гкал/ч               | [ 9 ] [ 10 ] |
| Паровая турбина                                        | К-330-23,5-2Р         | Ленинградский металлический завод                | 1          | 2016 г.                         | Параметры пара          | 240 кгс/см2, 540 °С     | [ 9 ] [ 10 ] |
| Оборудование паротурбинных установок (энергоблоки 5—6) |                       |                                                  |            |                                 |                         |                         |              |
| Паровой котёл                                          | ТГМП-204П             | Таганрогский котельный завод «Красный котельщик» | 2          | 1980 г. 1981 г.                 | Топливо                 | газ, мазут              | [ 9 ]        |
| Паровой котёл                                          | ТГМП-204П             | Таганрогский котельный завод «Красный котельщик» | 2          | 1980 г. 1981 г.                 | Производительность      | 2650 т/ч                | [ 9 ]        |
| Паровой котёл                                          | ТГМП-204П             | Таганрогский котельный завод «Красный котельщик» | 2          | 1980 г. 1981 г.                 | Параметры пара          | 255 кгс/см2, 545 °С     | [ 9 ]        |
| Паровая турбина                                        | К-800-240-3           | Ленинградский металлический завод                | 2          | 1980 г. 1981 г.                 | Установленная мощность  | 800 МВт                 | [ 9 ] [ 10 ] |
| Паровая турбина                                        | К-800-240-3           | Ленинградский металлический завод                | 2          | 1980 г. 1981 г.                 | Тепловая нагрузка       | 30 Гкал/ч               | [ 9 ] [ 10 ] |
| Паровая турбина                                        | К-800-240-3           | Ленинградский металлический завод                | 2          | 1980 г. 1981 г.                 | Параметры пара          | 240 кгс/см2, 540 °С     | [ 9 ] [ 10 ] |
| Оборудование ГРЭС-24 (энергоблок 7)                    |                       |                                                  |            |                                 |                         |                         |              |
| Паровой котел                                          | Пп–1000-25-545 (П-74) | ЗиО-Подольск                                     | 1          | 1988 г.                         | Топливо                 | газ, выхлоп ГТД         | [ 9 ]        |
| Паровой котел                                          | Пп–1000-25-545 (П-74) | ЗиО-Подольск                                     | 1          | 1988 г.                         | Производительность      | 1000 т/ч                | [ 9 ]        |
| Паровой котел                                          | Пп–1000-25-545 (П-74) | ЗиО-Подольск                                     | 1          | 1988 г.                         | Параметры пара          | 255 кгс/см2, 545 °С     | [ 9 ]        |
| Паровая турбина                                        | К-300-240-4           | Ленинградский металлический завод                | 1          | 1988 г.                         | Установленная мощность  | 310 МВт                 | [ 9 ]        |
| Паровая турбина                                        | К-300-240-4           | Ленинградский металлический завод                | 1          | 1988 г.                         | Тепловая нагрузка       | 32,5 Гкал/ч             | [ 9 ]        |
| Паровая турбина                                        | К-300-240-4           | Ленинградский металлический завод                | 1          | 1988 г.                         | Параметры пара          | 240 кгс/см2, 540 °С     | [ 9 ]        |
| Водогрейное оборудование                               |                       |                                                  |            |                                 |                         |                         |              |
| Водогрейный котел                                      | ПТВМ-30М-4            | Дорогобужский котельный завод                    | 2          | 1972 г.                         | Топливо                 | газ                     | [ 9 ]        |
| Водогрейный котел                                      | ПТВМ-30М-4            | Дорогобужский котельный завод                    | 2          | 1972 г.                         | Тепловая мощность       | 30 Гкал/ч               | [ 9 ]        |